# Kofi Anan
Kofi Atta Anan, ganski diplomat, nobelovec, * 8. april 1938, Kumasi, Gana, † 18. avgust 2018, Bern, Švica.
Anan je bil sedmi generalni sekretar OZN, to funkcijo je opravljal med letoma 1997 in 2007. Leta 2001 je skupaj z OZN prejel Nobelovo nagrado za mir.